# Isla Zayas
Isla Zayas (en inglés: Zayas Island) es una isla en la costa norte de la Columbia Británica, Canadá, ubicada en el lado este de la entrada Dixon al oeste de la isla Dundas. Tres parcelas de tierra en las costas norte, este y sur de la isla son reservas de los Lax Kw'alaams.

## Historia
El capitán Frederick C. Learmonth del HMS Egeria, que examinó la isla en 1908, nombró tres puntos (punta Jacinto, punta Caamaño y punta Aránzazu) en honor al explorador español que descubrió esta isla, Jacinto Caamaño, y su viaje registrado.

## Etimología
La isla lleva el apellido de Juan Zayas, segundo piloto de Jacinto Caamaño a bordo de la corbeta Aránzazu durante el viaje por el Noroeste del Pacífico liderado por el Imperio español en 1792.